# Ram John Holder
Ram John Holder (* als John Wesley Holder in Georgetown, Britisch-Guyana) ist ein guyanisch-britischer Schauspieler, Sänger, Komponist und Musiker.

## Karriere
Seine Karriere begann als Sänger von Volksliedern in New York. 1962 zog er nach London um und arbeitete dort zunächst als Musiker und später zusätzlich als Schauspieler.

### Theater
Ram John Holder war häufig auf der Bühne aktiv. So spielte er in Derek Walcotts Beef, no chicken eine Rolle, war Norman X in God bless und Mintrel 1 in Carnival Messiah auf. An den bekanntesten Londoner Schauspielstätten trat er auf. So war er im Bristol Old Vic der Julius Cäsar im gleichnamigen Drama von William Shakespeare. Am Royal National Theatre war er Louis Preece in The Party von Trevor Griffiths und der Chorus Leader in The Bacchae. Im Donmar Warehouse im Musical Destry Rides Again stand er als Mayor Slade auf der Bühne.
Mehrere Mal spielte der Schauspieler und Musiker auch am Birmingham Repertory Theatre. To kill a Mocking bird, The Lower Depthis, The school for scandal und In my father's house hießen die Stücke, die in diesem Schauspielhaus aufgeführt wurden und bei denen Holder auf der Bühne stand. Weitere Stationen seiner Karriere waren das Peepul Centre, Leicester, das Royal Exchange, Manchester, das Tricycle Theatre und das Northcott Theatre, Exeter.

### Film
In den sechziger, siebziger und achtziger Jahren hatte der Darsteller erste Auftritte in Fernsehstaffeln und Filmen. In Leo der Letzte spielte er ebenso einen schwarzen Prediger wie in Die Erziehung des Sonny Carson.  Bekannt wurde er vor allem durch die Rolle des Augustus 'Porkpie' Grant in der Serie Desmond, die von 1989 bis 1994 im britischen Fernsehen lief. Nach 71 Folgen war er in den folgenden zwei Jahren in zwölf Episoden der Porkpie im gleichnamigen Spin-Off der Sitcom. Von 2003 bis 2004 erschien er als Wilson in Down to Earth auf dem Bildschirm. In den nächsten Jahren wurde Holder für The Story of Tracy Beaker, The Bill und für Holby City gecastet. Es folgten sieben Auftritte in White Fan Man und 26 als T.O.M in Rocket's Island.
Dem deutschen Publikum wurde der Guyaner durch seine Präsenz in der britisch-französischen Fernsehserie Death in Paradise bekannt. Als Nelson Myers spielte er den Vater von Officer Dwayne Myers (Darsteller Danny John-Jules) in vier Episoden der britisch-französischen Krimireihe. 2022 spielte Holder im Liebesfilm Weihnachten bei dir oder bei mir? den Großvater.

### Musik
1963 brachte Holder sein erstes Album Blues + Gospel + Soul heraus. Vier Jahre später folgten die Singles I need somebody mit der B-Seite She's allright und My friend Jones mit It Won't Be Long Before I Love You. 1968 kam I Just Come To Get My Baby mit der Rückseite Yes I do auf den Markt. Im folgenden Jahr gab es mit Black London Blues die zweite Langspielplatte des Künstlers. Der erste Titel Brixton Blues auf diesem Album wurde auch als Single veröffentlicht. Goodwill to all mankind und Goodwill Sermon auf einer weiteren Single waren Stücke, die Ram John Holder selbst geschrieben und gemeinsam mit der britischen Funk- und Soulband Black Velvet eingespielt hatte.  Zwischen 1970 und 1975 erschienen mit Where Do The Dreams Go (B-Seite: 	A Miracle Happens Every Day) und mit Battering Ram, The People's Man (B: A London Ghetto) zwei weitere EPs sowie mit Bootleg Blues und You simple are die LPs drei und vier des Sängers. 2011 wurden alle Titel seiner zweiten und dritten Langspielplatte auf einer CD veröffentlicht.
Für den 1969 produzierten Soundtrack zu der Filmkomödie Take a girl like you komponierte Holder gemeinsam mit Stanley Myers die Stücke Somebody's Somebody und Something Inside, die er ebenso wie I Wish You Would auch selbst sang.

## Theaterstücke (Auswahl)
- A waiting room for journeying souls
- Beef, no chicken
- Carnival Messiah
- Destry rides again
- God bless
- In my father's house
- Julius Ceasar
- Ma rainey's black bottom
- Moon on a rainbow shawl
- Playboy of the West Indies
- Reggae Brittainia
- Rat trap
- Return to the forbidden planet
- School for scandal
- Schools out
- The Bacchae
- The lower Depthis
- The party
- The Trinidad sisters
- To kill a mocking bird

## Filmografie (Auswahl)

### Filme
- 1969 A Gentlemen Affair
- 1970 Leo der Letzte
- 1974 Die Erziehung des Sonny Carson
- 1976 Pressure
- 1979 Explosion in Cuba
- 1987 Big George is dead
- 1990 Missing Persons
- 1992 In Dreams
- 2011 The Web (Kurzfilm)
- 2022 Weihnachten bei dir oder bei mir? (Your Christmas or Mine?)

### Serien
- 1989–1994 Desmond's (71 Episoden)
- 1993–2018 Casualty (4 Episoden)
- 1995–1996 Porkpie (12 Episoden)
- 2003–2004 Down to Earth (9 Episoden)
- 2005–2006 The Story of Tracy Beaker (3 Episoden)
- 2005–2006 The Bill (3 Episoden)
- 2005–2007 Holby City (4 Episoden)
- 2011–2012 White Van Man (7 Episoden)
- 2012–2015 Rockets island (26 Episoden)
- 2017–2018 Death in Paradise (4 Episoden)

## Diskografie

### LPs
- 1963 Blues + Gospel + Soul
- 1969 Black London Blues
- 1971 Bootleg Blues
- 1975 You Simply Are

### Singles / EPs
- 1967 I Need Somebody / She's Alright
- 1967 My Friend Jones / 		It Won't Be Long Before I Love You
- 1968 I Just Come To Get My Baby / Yes I Do
- 1969 Brixton Blues / Piccadilly Circus Blues
- 1969 Goodwill To All Mankind / Goodwill Sermon (mit Black Velvet)
- 1970 Where Do The Dreams Go / A Miracle Happens Every Day
- 1973 Battering Ram, The People's Man / A London Ghetto

### Kompilationen
- 2011 Black London Blues / Bootleg Blues (CD)

## Auszeichnungen
- In der Geburtstagsehrenliste der Queen des Jahres 2021 wurde Ram John Holder als Commander of the Order of the British Empire ausgezeichnet. Für seine Leistungen als Dramaschauspieler und Musiker erhielt er diese Ehrung.[7]

## Privates
John Wesley Holder wurde 1940 auf Initiative seiner Eltern getauft. Die beiden waren Mitglieder der in den USA ansässigen Pilgrim Holiness Church. Bald lernte John das Gitarrespielen. In den frühen Fünfzigern wandte er sich von der religiösen Gemeinschaft ab und änderte seinen Namen in Ram John. Sein Cousin ist der Jazzsänger Frank Holder.